# Étienne Jean Bouchu
Étienne Jean Bouchu, né à Langres le 23 mai 1714 et mort à Arc-en-Barrois le 5 septembre 1773, est un sidérurgiste français.
Il collabora à l’Encyclopédie de Diderot, en particulier aux articles liés à la sidérurgie et à la Description des Arts et Métiers.

## Biographie
Étienne Jean Bouchu est né à Langres le 23 mai 1714 de Pierre Bouchu, conseiller avocat du roi au siège présidial de cette ville, et de Jeanne de Goix, probablement de la famille des de Goix de Vauclair.

### Scientifique
Il se distingue dans les sciences naturelles et se crée de nombreux amis parmi les savants. Après avoir épousé Nicole Becquet, fille de maître de forges d’Arc-en-Barrois, il vient s’y fixer et devient lui-même maître de forges. Il fait de nombreuses expériences sur le fer et analyse un grand nombre de minerais de fer en provenance de toute l’Europe.

### Homme de lettres
Il est l’auteur de tous les articles de l’Encyclopédie sur la fabrication du fer, bien qu’ils ne soient pas signés. Il était en relation avec les philosophes de l’Encyclopédie, membre de l’Académie de Dijon et correspondant de l’Académie des sciences de Paris.
Il a également publié avec Courtivron un important ouvrage sur le fer : " Descriptions des arts et métiers, faites ou approuvées par Messieurs de l'Académie royale des sciences de Paris" 1771-1783.(ouvrage disponible sur le site du Conservatoire numérique des Arts et Métiers : http://cnum.cnam.fr/fSYN/4KY58.2.html)

### Descendance
Il meurt à Arc-en-Barrois le 5 septembre 1773 et est inhumé dans la chapelle Saint-Hubert, où la famille Becquet avait droit de charnier. Il laisse deux fils, Victor et Thomas, qui seront proches de Gabriel Peignot. Tous deux furent maires d’Arc-en-Barrois : Thomas Bouchu de 1789 à 1791 et Victor Bouchu de 1791 à l’an IV et du 25 Germinal an VIII à l’an X. Il laisse aussi deux filles Françoise et Catherine (1753-1798), qui épousera Louis Thomassin de Montbel.